# La Ribouldingue
Pour les articles homonymes, voir Ribouldingue.
La Ribouldingue est une série télévisée québécoise pour enfants de 89 épisodes de 25 minutes diffusée entre 17 octobre 1967 et le 29 janvier 1971 à la télévision de Radio-Canada.

## Synopsis
La série La Ribouldingue était inspirée du théâtre de la Commedia dell'arte : rapide, physique et très coloré. Paillasson, Monsieur Bedondaine, Le Professeur Mandibule, Friponneau, Dame Plume, Prunelle et Giroflée étaient les personnages principaux de cette émission jeunesse. Toutefois, la vedette de la série était Paillasson, un clown ayant un grand cœur et aimant beaucoup les patates en chocolat...

## Fiche technique
Diffusé de 1968 à 1971. Les épisodes produits durant La Boîte à Surprise durant la période 1967 à 1968 ont été intégrés dans la série. La série fut rediffusée à plusieurs reprises.

## Distribution
- Yvan Canuel : Le Diable (dans plusieurs épisodes)
- Micheline Giard : Giroflée
- Roland Lepage : Monsieur Bedondaine
- Elizabeth LeSieur : Prunelle
- Gisèle Mauricet : Giroflée dans un seul épisode en remplacement de Micheline Giard. Titre de l'épisode à confirmer[1].
- Jean-Louis Millette : Paillasson
- André Montmorency : Friponneau
- Denise Morelle : Dame Plume
- Marcel Sabourin : Professeur Mandibule

## Origine des personnages
Les personnages de Paillasson et du Professeur Mandibule proviennent de la série Les Croquignoles.

## Liste des épisodes incluant la période deLa Boîte à Surprisede 1967-1968
Le premier épisode de La Ribouldingue. a été diffusé, dans le cadre de La Boîte à Surprise, mardi, le 17 octobre 1967 à 16:30. Malheureusement, le titre n’était pas indiqué.

Titres des épisodes:
1. « Le Safari ». Diffusion : le mardi 7 novembre 1967, à 16:30.
2. « La Soucoupe volante ». Diffusion : le mardi 14 novembre 1967, à 16:30.
3. « La Nuit en ce jardin ». Diffusion : le mardi 21 novembre 1967, à 16:30.
4. « La Mallégie ». Diffusion : le mardi 28 novembre 1967, à 16:30.
5. « Tchèque tes claques ou Grippe à la Ribouldingue ». La grippe sévit à la Ribouldingue.  Le professeur Mandibule et Friponneau rivalisent d'ingéniosité pour enrayer la maladie.  En effet, Friponneau veut vendre des pilules qui prétend-il guérit la grippe et le professeur Mandibule a inventé une machine qui guérit toutes les maladies. Diffusion : le mardi 5 décembre 1967, à 16:30.
6. « La Rhinocérette chauve ou Paillasson va vous chanter ». Diffusion : le mardi 12 décembre 1967, à 16:30.
7. « Le cheval aux galettes ». Diffusion : le mardi 19 décembre 1967, à 16:30.
8. « L’Hypnotisme ». Mandibule et Friponneau prétendent qu’ils peuvent hypnotiser Paillasson. Cela leur jouera un bien mauvais tour à tous les deux. Diffusion : le mardi 9 janvier 1968, à 16:30.
9. « La Flûte magique ». Diffusion : le mardi 16 janvier 1968, à 16:30.
10. « L’Inspecteur du ministre ». Diffusion : le mardi 23 janvier 1968, à 16:30.
11. « Le Fantôme de Merlimbule ». Textes de Marcel Sabourin. Diffusion : le mardi 30 janvier 1968, à 16:30.
12. « Le Fantôme de Merlimbule (suite) ». Textes de Marcel Sabourin. Diffusion : le mardi 6 février 1968, à 16:30.
13. « La Machine à rêves ». Diffusion : le mardi 13 février 1968, à 16:30.
14. « Les Époufantômes ». Diffusion : le mardi 19 mars 1968, à 16:30.
15. « De goutte en goutte ». M. Bedondaine fait croire qu'il a la goutte pour pouvoir profiter avec Friponneau des galettes et de la liqueur de cerise de Dame Plume. Textes de Roland Lepage. Diffusion : le mardi 26 mars 1968, à 16:30.
16. « La Toilette de gala ». Diffusion : le mardi 16 avril 1968, à 16:30.
17. « La Bascule ». Diffusion : le mardi 23 avril 1968, à 16:30.
18. « Mon gros doudou ». Paillasson ne peut plus dormir. À son insu, Friponneau lui a caché son Gros doudou. Paillasson est si fatigué que cela va entraîner plusieurs catastrophes. Diffusion : le mardi 30 avril 1968, à 16:30.
19. « Fantaisie en do pour Dame Plume chantante et lustre harmonique ». Diffusion : le mardi 7 mai 1968, à 16:30.
20. « Les maléfices du chocolat minéral ». M. Bedondaine creuse dans son jardin pour aérer le sol et découvre une mine de pépites de chocolat. Il décide d'exploiter le filon pour faire fortune. Malheureusement, ce chocolat rend tous les gens du village méchants et avides. Les habitants remballent le chocolat dans la terre car ils sont finalement plus heureux quand ils s'aiment. Textes de Roland Lepage. Diffusion : le mardi 14 mai 1968, à 16:30.
21. « Cléopâtre Sails again ». Diffusion : le mardi 21 mai 1968, à 16:30.
22. « La Mallique ». Il y a peut-être une erreur d'orthographe avec l’épisode intitulé « La Mallégie ». Diffusion : le mardi 4 juin 1968, à 16:30.
23. « Au Voleur ». Diffusion : le mardi 25 juin 1968, à 16:30.
24. « On a beau passer par… toujours dans les nuages ». Diffusion : le mardi 23 juillet 1968, à 16:30.
25. « Le Congélateur ». Diffusion : le mardi 30 juillet 1968, à 16:30.
26. « La Boucle d’oreille ». Diffusion : le vendredi 18 octobre 1968, à 16:30.
27. « Le Costume de Paillasson ». Paillasson est parti à la campagne. À l’insu de tous, Friponneau revêt le costume de Paillasson et se fait passer pour lui. Il en profitera pour jouer des tours. Diffusion : le vendredi 25 octobre 1968, à 16:30.
28. « L’important, c’est la rose ». Diffusion : le vendredi 1er novembre 1968, à 16:30.
29. « Les Spectres d’une nuit d’été ». Diffusion : le vendredi 8 novembre 1968, à 16:30.
30. « L’Élixir de groseilles ». Diffusion : le vendredi 15 novembre 1968, à 16:30.
31 « Le Festival de Ribouldingue ». Diffusion : le vendredi 22 novembre 1968, à 16:30.
32. « La Plus-que-valse ». Diffusion : le vendredi 29 novembre 1968, à 16:30.
33. « L’École de la Ribouldingue ». Dame Plume enseigne à Paillasson et à Giroflée avec des méthodes très modernes. Alors que l'inspecteur scolaire, M. Bedondaine, visite l'école, les élèves finissent par faire grève. Textes de Roland Lepage. Diffusion : le vendredi 6 décembre 1968, à 16:30.
34. « La Cure d’amaigrissement ». Diffusion : le vendredi 13 décembre 1968, à 16:30.
35. « La Tentation ». Diffusion : le vendredi 20 décembre 1968, à 16:30.
36. « Les Pères Noël ». Diffusion : le vendredi 27 décembre 1968, à 16:30.
37. « Scènes de ménage ». Diffusion : le vendredi 3 janvier 1969, à 16:30.
38. « Le marquis de Bedondaine ». M. Bedondaine reçoit une lettre qui lui apprend qu'il hérite d'un marquisat quelque part. Il décide de jouer son rôle de marquis dans toute sa splendeur et traite les autres comme des esclaves. On apprend finalement que la lettre ne s'adressait pas à lui. Textes de Roland Lepage. Diffusion : le 10 janvier 1969.
39. « L’Odyssée lunaire ». Diffusion : le vendredi 14 février 1969, à 16:30.
40. « Pavlov ». Diffusion : le vendredi 21 février 1969, à 16:30.
41. « Pôpôche ». Diffusion : le vendredi 28 février 1969, à 16:30.
42. « Une personne sonne ». Monsieur Bedondaine refuse de prêter ses assiettes de grande valeur à Mandibule. Craignant que ce dernier se venge, M. Bedondaine engage Paillasson pour surveiller ses précieuses assiettes…  Diffusion : le vendredi 7 mars 1969, à 16:30.
43. « Les Mouches ». Mandibule collectionne des mouches : la mouche maboule, la mouche Canada, la mouche tsé-tsé. Paillasson, voulant tuer un maringouin, donne un coup de marteau sur la cage de la mouche tsé-tsé qui s’enfuit. C’est la panique. Diffusion : le vendredi 14 mars 1969, à 16:30.
44. « Bécot, bécot, bécot ». Diffusion : le vendredi 21 mars 1969, à 16:30.
45. « Super-Pail ». Diffusion : le vendredi 4 avril 1969, à 16:30.
46. « Partout et toujours et même chez les ours toujours tout pour… les galettes ». Monsieur Bedondaine déguise Paillasson en ours afin d’obtenir des galettes de Dame Plume en prétendant avoir fait acte de bravoure en neutralisant l’ours. Friponneau aussi flairera la bonne affaire. Diffusion : le vendredi 11 avril 1969, à 16:30.
47. « La Vie d’artiste ». Diffusion : le vendredi 18 avril 1969, à 16:30.
48. « L’Effet Boom ! ». Diffusion : le vendredi 2 mai 1969, à 16:30.
49. « Les Fourberies de Friponneau ». Diffusion : le vendredi 9 mai 1969, à 16:30.
50. « La plus belle lettre ». Diffusion : le vendredi 30 mai 1969, à 16:30.
51. « Les Traitements de Jouvence ». Diffusion : le vendredi 22 août 1969, à 16:30.
52. « Les Joies de l’automobile ». Tout le monde se prépare à partir en pique-nique dans l'automobile de M. Bedondaine. M. Bedondaine, très énervé de conduire pour s'y rendre, montre à Friponneau le fonctionnement de sa voiture.  Pendant ce temps, Dame Plume et Prunelle finissent les préparatifs du pique-nique et Paillasson nettoie la voiture.  Quand tout le monde est prêt à partir surviennent des inconvénients avec la voiture. Diffusion : le vendredi 29 août 1969, à 16:30.
53. « La Grippe de Ping-Pong ». Diffusion : le vendredi 12 septembre 1969, à 16:30.
54. « Hockey ». Diffusion : le vendredi 10 octobre 1969, à 16:30.
55. « Un bon diable ». Paillasson a reçu en cadeau pour sa fête un beau gâteau au chocolat qu’il refuse de partager. Après s’être empiffré, il s’endort et rêve que le diable l’emmène en enfer. Friponneau et Bedondaine essaient de la sauver. C’est le professeur Mandibule qui les sauvera grâce à une potion de sa composition. Avec Yvan Canuel (le diable)  Diffusion : le vendredi 24 octobre 1969, à 16:30.
56. « La Saison des citrouilles ». Diffusion : le vendredi 31 octobre 1969, à 16:30.
57. « L’Hippomanie ». Monsieur Bedondaine s’est acheté un pur-sang et s’entraîne à monter. Paillasson rêve de faire de l’équitation et demande à Bedondaine de lui prêter son cheval. Dame Plume, vêtu en amazone, n’attend que l’arrivée de la bête. Diffusion : le vendredi 7 novembre 1969, à 16:30.
58. « Le Génie de la lampe ». Bedondaine s’est ouvert un magasin de lampes « Aladin ». Pour faciliter la vente, il demande à Paillasson de faire le génie. Prunelle fait apparaître le génie qui lui offre une paire de souliers rouges. Dame Plume et Giroflée veulent aussi des souliers neufs. Diffusion : le vendredi 14 novembre 1969, à 16:30.
59. « La Garniture Gentilly ». Diffusion : le vendredi 21 novembre 1969, à 16:30.
60. « On assomme ». Diffusion : le vendredi 12 décembre 1969, à 16:30.
61. « Valet Service ». Diffusion : le vendredi 2 janvier 1970, à 16:30.
62. « Pétards de fête ». La Ribouldingue veut faire une surprise-partie à Friponneau pour sa fête. Ils feignent donc d’avoir oublié son anniversaire. Friponneau est un peu déçu, mais se console en leur faisant sentir que les autres ne l’ont pas oublié. Diffusion : le vendredi 16 janvier 1970, à 16:30.
63. « Un cauchemar musical ». Paillasson essaie de faire de la musique avec un peigne couvert d’un papier de soie. Dame Plume trouve ça génial et décide de faire son éducation musicale. Diffusion : le vendredi 23 janvier 1970, à 16:30.
64. « Les Folies hydrauliques ». Paillasson veut jouer un tour à Friponneau. Prunelle arrive sur la place et le voit qui joue avec un boyau d’arrosage. Paillasson lui explique qu’il est fatigué de se faire jouer des tours par Friponneau et qu’il veut se venger. Diffusion : le vendredi 30 janvier 1970, à 16:30.
65 « La Chasse ». Bedondaine et Dame Plume décident d’aller à la chase. Paillasson et Friponneau ont bien envie d’en faire autant. Ils se procurent un fusil et vont les rejoindre malgré l’avis de Prunelle qui aime les animaux et déteste la chasse. Dame Plume, qui ressemble sensiblement à un oiseau, se fait tirer dessus. Diffusion : le vendredi 6 février 1970, à 16:30.
66. « Les Martiens ». Diffusion : le vendredi 13 février 1970, à 16:30.
67. « Un gros gros gros doudou ». Le directeur d’un zoo cherche son hippopotame qui s’est évadé. Paillasson, qui l’aime beaucoup, lui demande de lui tenir compagnie. Mais l’hippopotame mange le chapeau de Dame Plume. Dame Plume est furieuse, mais convaincue par Paillasson, elle nourrit l’animal de ses galettes. Diffusion : le vendredi 20 février 1970, à 16:30.
68. « Où c’est que ça mène »  Diffusion : le vendredi 27 février 1970, à 16:30.
69. « Les Cheveux ». Diffusion : le vendredi 6 mars 1970, à 16:30.
70. « Le Clown mécanique ». Diffusion : le vendredi 10 avril 1970, à 16:30.
71. « Paillasson au cirque ». Diffusion : le vendredi 24 avril 1970, à 16:30.
72. « Paillasson roi ». Diffusion : le vendredi 8 mai 1970, à 16:30.
73. « La Course au trésor »  Diffusion : le vendredi 15 mai 1970, à 16:30.
74. « La Machine à aller dans le temps ». Diffusion : le vendredi 22 mai 1970, à 16:30.
75. « L'Idole ». Diffusion : le vendredi 29 mai 1970, à 16:30.
76. « Le Chameau ». Dame Plume a gagné au bingo un voyage en Afrique. Elle ira à dos de chameau à la chasse à l’autruche. Diffusion : le vendredi 9 octobre 1970, à 16:30.
77. « Tu es trop gros, Paillasson ». Diffusion : le vendredi 30 octobre 1970, à 16:30.
78. « Paillarecette à la star ». Diffusion : le vendredi 13 novembre 1970, à 16:30.
79 « J'aurais voulu danser ». Diffusion : le vendredi 20 novembre 1970, à 16:30.
80. « La Police ». Diffusion : le vendredi 15 janvier 1971, à 16:30.
81. « Le Roi des friandises ». Diffusion : le vendredi 22 janvier 1971, à 16:30.
82. « La Fête costumée ». Diffusion : le vendredi 29 janvier 1971, à 16:30.
La série fut en rediffusion lors de l’été 1974. Nous avons relevé ces autres épisodes :
83. « La Brigade des pompiers ». Diffusion : le jeudi 6 juin 1974, à 16:30.
84. « Un paillasson nettoie un matelas ». Diffusion : le jeudi 22 août 1974, à 16:30.
La série fut en rediffusion lors de la saison 1975-1976. Nous avons relevé ces autres épisodes :
85. « La Tentative ». Diffusion : le jeudi 4 septembre 1975, à 16:30.
86. « Qui est coupable ? ». Diffusion : le jeudi 16 octobre 1975, à 16:30.
87. « Momie ». Diffusion : le jeudi 30 octobre 1975, à 16:30.
88. « L’Arbre à patates »  Paillasson dit à ses amis qu’il a fait un arbre à patates en chocolat. Tout le monde, lui dit que cela n’existe pas et lui propose divers métiers (cuisinier, pianiste, etc.) mais Paillasson échoue lamentablement. Finalement, on découvre qu’il a réussi à faire un arbre à patates au chocolat. Diffusion : le jeudi 20 novembre 1975, à 16:30.
89. « Les Lunettes »  Diffusion : le vendredi 27 février 1976, à 16:30.
Source:  Ici Radio-Canada - horaire de la télévision.

## Scénario
- Roland Lepage: M. Lepage a écrit 42 épisodes de la série[10].
- Jean-Louis Millette
- Marcel Sabourin

## Réalisation
- Gilles Brissette
- André Pagé

## Musique
- Herbert Ruff

## Décors
- Claude Lafortune

## Théâtre du Rideau Vert
Il y a eu au moins deux pièces de la Ribouldingue présentées au Théâtre du Rideau Vert. Ces deux pièces ont également fait l'objet d'une adaptation pour la télévision.
Les Pères Noël
Roland Lepage a écrit une pièce de théâtre avec les personnages de La Ribouldingue. Cette pièce était intitulée Les Pères Noël et fut présentée au Théâtre du Rideau Vert de décembre 1968 à janvier 1969.
Les comédiens Micheline Giard, Roland Lepage, Jean-Louis Millette et Denise Morelle reprenaient leur propre rôle.
Benoît Marleau personnifiait le professeur Statik.
Elizabeth Lesieur et Marcel Sabourin étaient absents de cette production.
Synopsis: Chacun des personnages de la Ribouldingue voulant faire des cadeaux aux autres décident de se déguiser en Père Noël.
Les Fourberies de Friponneau
Aucune description disponible.

## Hommage à Roland Lepage au Théâtre de la Bordée
Pour célébrer le quatre-vingtième anniversaire de naissance du comédien et auteur Roland Lepage, le Théâtre de la Bordée présentait trois soirées consacrées à son œuvre :
Le mardi 25 novembre 2008 : Le Temps d'une vie (1973). Mise en lecture de Paule Savard. Comédiens : Martin Boily, Marie-Soleil Dion, Jean-René Moisan, Jean-Sébastien Ouellette, Maxime Perron;
Le jeudi 27 novembre 2008 : La Complainte des hivers rouges (1974). Mise en lecture de Sylvie Cantin. Comédiens : Fabien Cloutier, Brigitte Fournier, Gabriel Fournier, Steve Gagnon, Éliot Laprise, Danielle Nolet, Patrick Ouellet, Sophie Thibeault, Marjorie Vaillancourt;
Le samedi 29 novembre 2008 : La Ribouldingue (4 épisodes) (1968-1971). Les épisodes présentés étaient L'École de la Ribouldingue; De goutte en goutte; Le marquis de Bedondaine; et  Les maléfices du chocolat minéral. Mise en lecture de Jacques Leblanc. Distribution:  Paillasson : Pierre-Yves Charbonneau; M. Bedondaine : Roland Lepage; Dame Plume : Lorraine Côté; Giroflée / Prunelle : Sylvie Cantin; Friponneau : Denis Lamontagne.

## Vidéographie
VHS
McDonald’s présente « Les meilleurs émissions pour enfants », tome 2, SRC Video, 1995
- Vidéo 5 :  La Ribouldingue : 1. L’ours; 2. L’arbre à patates

Les grandes émissions jeunesse de Radio-Canada, SRC Video, année indéterminé (vers 1996)
- Volume 3 : 1. La Ribouldingue : Le gros Doudou; 2. Grujot et Délicat : L’attaque de Miouville; 3. Nic et Pic : Mystères à l’île de Pâques

DVD
Radio-Canada : Cinquante ans de grande télévision jeunesse, Imavision, 2007 (incluant diverses séquences d’archives inédites en DVD, biographies, quiz et synopsis)
- Disque 3 : 1. Bidule de Tarmacadam : Le combat de boxe; 2. La Ribouldingue : Une personne sonne; 3. Grujot et Délicat : Le hot-dog; 4. Fanfreluche : La perle ; 5. Bobino : Les vacances

La Ribouldingue, Radio-Canada Télévision et Imavision, 10-1205, 2007. Accompagné d’un CD de différentes versions de la chanson-thème de l’émission.
- Volume 1 : 1. Mon gros doudou; 2. Partout et toujours; 3. Le costume de Paillasson; 4. L’arbre à patates; 5. Un bon diable.

La Boîte à souvenirs: Volume 1, Classique jeunesse de Radio-Canada, 2008
Disque 1
La boîte à Surprise:
- Fanfreluche: Des souliers neufs pour Fanfreluche suivi de Père Noé

- Sol et Biscuit: Les nouvelles suivi de Michel le magicien

- Grujot et Délicat: Le silence et le bruit suivi de Histoire du petit tambour

- Le pirate Maboule: Vite les suçons suivi de Mademoiselle

Marie Quat'Poches: La dinde farcie
Picolo: Le vin de cerises
Disque 2
Les carnets du Major Plum-Pouding: Les talents de l'étalon et La formule secrète
Picotine: Un papillon pour Naimport Tequoi
La Ribouldingue: L'hypnotisme
Bobino: Le gâteau de Bobinette, La journée internationale de la musique, La machine volante et Les affiches de sport
Suppléments :
Capsules nostalgie: Paul Buissonneau, Edgar Fruitier, Benoît Girard, Kim Yaroshevskaya, Élizabeth Chouvalidzé, André Montmorency et Linda Wilscam

## Homonymie
Croquignol et Ribouldingue sont les noms de personnages de la bande dessinée Les Pieds Nickelés.